# 군함조

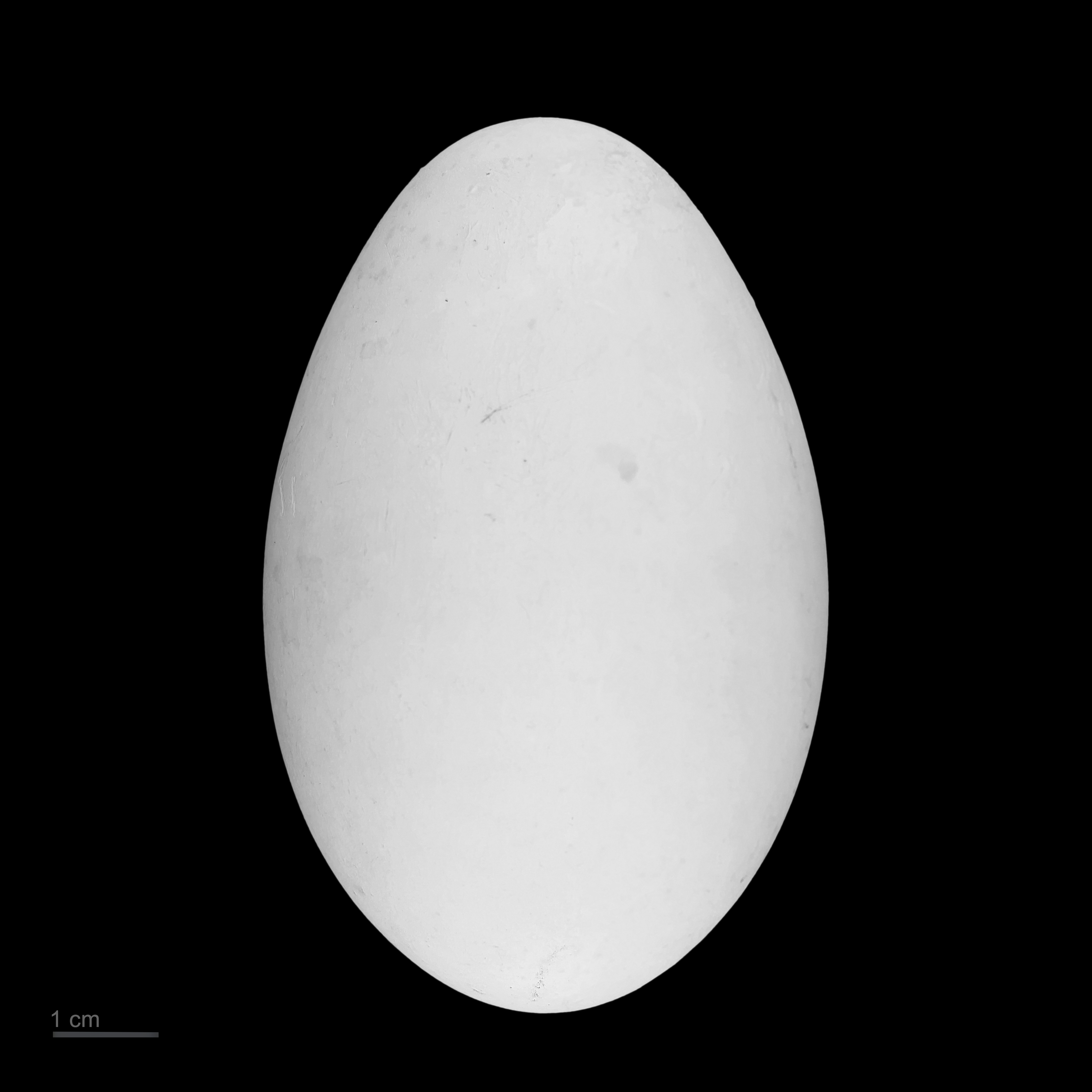
Fregata ariel

군함조(軍艦鳥, 영어: Lesser Frigatebird) 또는 쇠군함조는 가다랭이잡이목 군함조과에 속하는 새이다. 주로 열대 섬 지방에 분포한다.

## 분포
태평양, 인도양, 대서양의 열대 섬 및 해안 지방에서 번식한다. 분포 지역의 대부분은 큰군함조와 중복이 되지만, 수는 그만큼 많지 않다.
일본에서는 홋카이도, 혼슈, 규슈의 태평양과 이즈 제도, 오가사와라 제도 등에 가끔씩 출몰한다. 동해와 혼슈의 내륙에서 관찰된 예도 있다.
대한민국에서는 2004년 제주, 2007년 춘천에서만 관찰되었으며, 2011년 6월 제5호 태풍 메아리의 영향으로 한반도에 날아온 것으로 추정되는 군함조가 관찰되었다.

## 행태
몸길이는 약 1m이지만, 날개를 편 길이는 무려 2.5m나 된다. 몸의 윗면은 금속 광택이 나는 검은색의 깃털로 덮여 있다. 어린새는 머리가 흰색이다. 꽁지깃은 길고 가늘며 둘로 갈라져 엇갈린다. 목에 주머니가 있는데, 평소는 짙은 노란색이지만 번식기에는 붉은색을 띠고 풍선처럼 부푼다. 수컷이 암컷보다 작고 색이 짙다.

## 생태
집단으로 번식하며, 바위, 높은 절벽 또는 무인도의 나무 위에 둥지를 튼다. 주로 물고기와 오징어를 먹는다. 바다의 수면 위를 날다가 직접 먹이를 잡거나, 다른 새가 잡은 먹이를 가로채기도 한다.